# Ouderenmishandeling
De definitie van Comeijs uit 1996 verstaat onder Ouderenmishandeling: " Al het handelen of nalaten van handelen van al degenen die in een persoonlijke en/of professionele relatie met de oudere (ouder dan 65 jaar) staan, waardoor de oudere persoon (herhaaldelijk) lichamelijke en/of psychische en/of materiële schade lijdt dan wel vermoedelijk zal lijden en waarbij van de kant van de oudere sprake is van een vorm van gedeeltelijke of volledige afhankelijkheid".

## Omvang in Nederland
Onderzoek toont aan dat minstens een op de twintig ouderen te maken heeft met een vorm van mishandeling of misbruik. Hierbij moet niet alleen worden gedacht aan lichamelijk geweld, mishandeling of misbruik kent veel verschijningsvormen. Dit gegeven is als het topje van de ijsberg: het komt vaker voor dan we denken. Zo blijkt dat bij veel mantelzorgers van demente ouderen (circa een derde deel) de zorg zodanig uit de hand loopt dat er sprake is van mishandeling. Ook de thuiszorg kan te zwaar belast zijn en maatregelen toepassen die grensoverschrijdend zijn. De verwachting is dat ouderenmishandeling toeneemt. Door dubbele vergrijzing (meer ouderen en hogere leeftijd) zullen er steeds meer mensen zijn die afhankelijk zijn
van de zorg van anderen. In de gezondheidspolitiek is de hoofdregel dat mensen zolang mogelijk thuis blijven wonen. Hierdoor zal ook het beroep op mantel- en thuiszorg groeien en het risico op overbelaste en ontspoorde zorg in huis toenemen.

## Omvang in Vlaanderen
Voor Vlaanderen zijn wegens gebrek aan wetenschappelijk onderzoek geen prevalentiecijfers gekend. Het Vlaams Meldpunt Ouderenmishandeling heeft als enig officieel meldingspunt in Vlaanderen een eigen registratiesysteem, waaruit jaarlijks een stijging blijkt van het aantal meldingen. Een Belgische studie uit 1998 rond geweld en onveiligheidsgevoelens bij ouderen, geeft aan dat 1 op de 5 ouderen ooit te maken zal krijgen met één of andere vorm van mishandeling.
Hilde Van Mieghem maakte een documentaire over ouderenmishandeling in haar reeks 'Als je eens wist'.

## Vormen van ouderenmishandeling
We onderscheiden zes vormen van ouderenmishandeling. Verschillende soorten van ouderenmishandeling komen vaak naast elkaar voor. Ouderen ervaren ook mishandeling door instituties.

### Lichamelijke mishandeling
Blauwe plekken, schrammen, zwellingen, fracturen of brandplekken: deze symptomen kunnen het gevolg zijn van lichamelijke mishandeling. Soms worden ouderen vastgebonden aan een stoel of bed (fixeren). Ze vertonen dan striemen aan polsen of enkels. Een minder zichtbare vorm van lichamelijke mishandeling is het geven van te weinig of juist te veel medicijnen (bijvoorbeeld slaapmiddelen).

### Psychische mishandeling
Bij psychische mishandeling is er sprake van treiteren en sarren, dreigementen, valse beschuldigingen, beledigingen of bevelen. Bij de oudere leidt dit tot gevoelens van angst, woede, verdriet, schuchterheid, verwardheid of apathie.

### Verwaarlozing
Lichamelijke verwaarlozing kan blijken uit ondervoeding, uitdroging, slechte hygiëne of wonden als gevolg van doorliggen. Wanneer de geestelijke behoeften van ouderen worden genegeerd, zoals de behoefte aan aandacht, liefde en ondersteuning, spreken we van psychische verwaarlozing.

### Financiële uitbuiting
Bij deze vorm van ouderenmishandeling gaat het om het wegnemen of profiteren van bezittingen van de oudere. Te denken valt aan diefstal van geld, juwelen en andere waardevolle spullen, aan verkoop of gebruik van eigendommen zonder toestemming van de oudere, aan opnames met de pinpas door een gevolmachtigde voor eigen gebruik, of overmakingen op een eigen bankrekening door een gevolmachtigde, aan advisering bij het opzetten van een testament waarbij de adviseur in het testament wordt benoemd als betaald executeur of afwikkelingsbewindvoerder en aan testamentverandering onder harde of zachte dwang. Ook iemand financieel kort houden is een vorm van uitbuiting. De uitbuiting komt vaak pas aan het licht na overlijden, erfgenamen hebben soms mogelijkheden het misbruik juridisch aan te pakken, bijvoorbeeld door een gevolmachtigde rekening en verantwoording af te laten leggen.

### Seksueel geweld en misbruik
Ouderen kunnen het slachtoffer zijn van seksueel misbruik, zoals exhibitionisme, betasten van het lichaam en verkrachting.

### Schending van rechten
Hiervan is sprake wanneer de rechten van ouderen, zoals het recht op vrijheid, privacy en zelfbeschikking, worden ingeperkt. Bijvoorbeeld door post achter te houden, geldzaken te regelen zonder overleg, bezoekers of thusizorg weg te sturen, een rolstoel op de rem te zetten, niet meer te praten en de oudere te verhinderen het huis te verlaten.

## Risicofactoren
Risicofactoren bij de oudere:
- Toenemende afhankelijkheid van zorg door lichamelijke en geestelijke achteruitgang. De afhankelijkheid kan ook van financiële of van emotionele aard zijn.
- Familiegeschiedenis: gewelddadig met elkaar omgaan kan van generatie op generatie worden overgedragen.
- Ingrijpende voorvallen: Er is stress ontstaan door een verhuizing, de dood van een geliefd persoon, verlies van een baan of scheiding van een huisgenoot. Er kan sprake zijn van financiële nood.
- Isolement: Het slachtoffer heeft weinig contact met de buitenwereld.

Risicofactoren bij de pleger:
- Afhankelijkheid: De pleger kan afhankelijk zijn van het slachtoffer, bijvoorbeeld voor huisvesting, sociale contacten of inkomen.
- Overbelasting: De zorg is te veel geworden of de zorgbehoefte is groter dan de mantelzorger kan bieden. Ook kan de pleger te kampen hebben met langdurige werkloosheid, moeilijkheden op het werk, relatieproblemen of schulden.
- Psychische gesteldheid. De pleger kan psychiatrische problemen of ontwikkelingsstoornissen hebben. Alcoholisme, drugs- en gokverslaving vergroot het risico van mishandeling.

## Signalen
Er zijn meerdere signalen die kunnen wijzen op ouderenmishandeling, maar een of enkele van die signalen hoeft zeker niet altijd mishandeling in te houden. Enkele gedragssignalen zijn:
- De oudere of verzorger geeft onsamenhangende en tegenstrijdige verklaringen voor lichamelijke verwondingen.
- De verzorger toont zich onverschillig voor het wel en wee van de oudere.
- De verzorger vertoont verschijnselen van overbelasting
- Er wordt gescholden en geschreeuwd in aanwezigheid van arts of hulpverlener
- De oudere maakt een depressieve, angstige indruk.
- De oudere ziet er onverzorgd uit en de huishouding is verwaarloosd.
- Er verdwijnen spullen en geld van de oudere.
- De oudere krijgt geen gelegenheid om alleen met de hulpverlener te praten.
- De betrokkenen proberen de hulpverlener buiten de deur te houden.
- Toenemend aantal schuldeisers
- Lege koelkast
- Het weghouden van geliefden en vrienden

## Achtergrond
De oudere is geheel of gedeeltelijk afhankelijk van degene die mishandelt. Er is bijna altijd sprake van een persoonlijke of professionele relatie tussen degene die mishandelt en de oudere. Ouderenmishandeling komt voor in gezins- of familierelaties, maar ook in relaties met beroepskrachten. De mishandeling kan het resultaat zijn van zowel actief (plegen van handelingen) als passief (nalaten van handelingen) gedrag. Vaak zijn de mishandelingen moedwillig, de plegers weten wat ze doen. Ze handelen uit financieel gewin, desinteresse of wraak.  Dit wordt opzettelijke mishandeling genoemd. Soms wortelt ouderenmishandeling in een lange traditie van familiegeweld en -conflicten.
Soms is de mishandeling het gevolg van overbelasting van de mantelzorger en noemen we dat: ontspoorde zorg. Er hoeft dan geen
sprake te zijn van opzet. De verzorgers beseffen ook vaak niet dat ze te ver gaan. Hun acties komen voort uit onmacht en zijn eigenlijk een noodkreet.

## Aanpak in Nederland
Oudermishandeling is een lastig onderwerp. Mensen die er mee te maken hebben kunnen er vaak niet makkelijk over praten of er bestaat twijfel of vermoedens juist zijn. De Nederlandse overheid wil ouderenmishandeling bespreekbaar maken, waar mogelijk voorkomen en aanpakken. Vooral door verspreiding van kennis, het ontwerpen van richtlijnen en door het opzetten van lokale allianties, er is een centrale website. Ook binnen de zorg wordt onderzoek gedaan en werkt men aan verbeteringen.